# Ким Джонхан (писатель)
Ким Джонхан (кор. 김정한; 26 сентября 1908, Пусан — 28 ноября 1996, Пусан) — корейский писатель, один из самых известных представителей современной корейской литературы. Его литературный псевдоним — Ёсан (кор. 요산).

## Биография
Родился 20 октября 1908 года на территории современного района Намсан-дон административного округа Кымджон-гу города Пусана. Окончил старшую школу Тоннэ в Пусане и в старшую школу при японском университете Васэда. В 1936 году его роман «Деревня у монастыря» выиграл в литературном конкурсе газеты «Чосон ильбо». После этого он написал романы «Оксим», «Такой муж», «Чхусандан и его сосед», «Старая колыбельная песня» и другие. Ким Джонхан возглавлял пусанский филиал Всекорейского союза организаций культуры и искусства в 1947 году, затем работал учителем в школе, с 1950 по 1974 год был преподавателем корейской литературы в Пусанском национальном университете, стал первым председателем Совета писателей национальной литературы в 1987 году. 28 ноября 1996 года Ким Джонхан умер в Пусане от хронической болезни. В 2015 году он был посмертно награждён Орденом серебряной короны в области культуры Республики Корея.

## Творчество
Творчество Ким Джонхана хорошо описывает жизнь, трудности и желание светлого будущего жителей Пусана и всей Кореи. Его симпатии на стороне народа страдающего вначале под игом японской колонизации, а затем под несправедливой диктаторской властью, установившейся после войны за независимость.

## Память о Ким Джонхане
В Намсан-доне, где родился  Ким Джонхан, в его честь организован центр литературы имени Ёсана Ким Джонхана. Одна из улиц Пусана названа улицей литературы Ёсана.